# Renault 16
El Renault 16 es un automóvil de turismo del segmento D producido por el fabricante francés Renault entre los años 1965 y 1980. El vehículo tiene una longitud de 4240 mm, una anchura de 1628 mm, una altura de 1450 mm y una batalla de 2710 mm. El peso, según la versión, oscila entre 980 y 1060 kilogramos.
Se trata del primer modelo de automóvil con carrocería liftback, simula las líneas de un sedán pero tiene puerta trasera al igual que todos los hatchback. El R-16 aun a día de hoy cuenta con una gran amplitud y modularidad interior, características desconocidas en su segmento en el momento de su presentación.
En el momento de su lanzamiento el concepto del 16 era inusual, ocupando un nicho de mercado que le permitía competir en distintos segmentos. Por un lado rivalizaba con sus compatriotas del segmento D -los Citroën ID, Simca 1500 y Peugeot 404- y con el también rompedor Austin 1800 de BMC, pero al mismo tiempo su falta de "empaque" para los cánones de la época le situaban más en consonancia con las versiones break de sus rivales alemanes e italianos que con las berlinas tradicionales. 
Sirvió de inspiración a vehículos posteriores de todos los segmentos, desde el Rover SD1 a los Renault 20 y 30,  Austin Maxi, Simca 1200 o Renault 6.

## Desarrollo
El desarrollo del Renault 16 se inició en 1961; la compañía francesa buscaba un nuevo modelo de alta gama tras el cese de la producción del Frégate en 1960, sustituido temporalmente por la comercialización de los Ramber Classic montados en régimen CKD en la planta belga de Haren. Hasta la aparición del Citroën DS en 1955, los índices del ventas del Frégate habían sido altos, más aún teniendo en cuenta que junto a características destacables como su suspensión trasera independiente, mantuvo una carrocería tipo pontón ya desfasada al final de los años 50, circunstancia que llevó al equipo de diseño de Renault —liderado por Philippe Charbonneaux— a crear un vehículo de concepto totalmente innovador que pudiese competir con garantías, especialmente con el DS de Citroën. 
El plan se desarrolló durante los años siguientes con gran discreción, para que evitar descifrar cuales serían las características del nuevo automóvil, que originalmente iba a denominarse Renault 1500. Las primeras imágenes del prototipo no aparecieron en la prensa hasta diciembre de 1964, pocas semanas antes de la creación definitiva del modelo, el 2 de enero de 1965. La primera presentación oficial tuvo lugar en marzo del mismo año, en el Salón del Automóvil de Ginebra, llegando a los concesionarios en junio.
Técnicamente el R-16 adoptó un esquema de tracción delantera conservador, similar al que Citroën había popularizado con el Traction y sus vehículos industriales. El motor estaba dispuesto en posición central-longitudinal, la ideal de cara al reparto de pesos, con la caja de cambios en prolongación del cigüeñal situada por delante del eje delantero y accionada desde el volante mediante un sistema de reenvíos. La suspensión delantera por medio de triángulos superpuestos, utilizaba barras de torsión como resorte, mientras que el tren trasero, también independiente y con barras de torsión como resorte, empleaba brazos tirados. Como curiosidad, las barras de torsión situadas una detrás de la otra implicaban una diferencia de batalla entra ambos lados de la carrocería visible a simple vista, pues el anclaje de uno de los brazos estaba retrasado respecto al otro. La única novedad destacable fue el empleo de un ventilador de mando eléctrico.

## Motorizaciones
| Periodo                        | 1965-1970             | 1970-1974                          | 1974-1975                          | 1975-1976                          | 1970-1974                          | 1974-1975                          | 1976-1978                          | 1975-1979                 | 1969-1970                          | 1968-1976                          | 1973-1979                          | 1974-1979                          |           |           |           |
| Tipo de motor                  | L4 8v, carburación    | L4 8v, carburación de doble cuerpo | L4 8v, carburación de doble cuerpo | L4 8v, carburación de doble cuerpo | L4 8v, carburación de doble cuerpo | L4 8v, carburación de doble cuerpo | L4 8v, carburación de doble cuerpo | L4 8v, carburación        | L4 8v, carburación de doble cuerpo | L4 8v, carburación de doble cuerpo | L4 8v, carburación de doble cuerpo | L4 8v, carburación de doble cuerpo |           |           |           |
| Identificación del motor       | A1K-697               | A2L-821                            | A2L-821                            | A2L-821                            | A2L-821                            | A2L-821                            | A2L-821                            | A3M-841                   | A2L-821                            | A2L-807                            | A2M-843                            | A2M-843                            |           |           |           |
| Diámetro x carrera             | 76.0 mm x 81.0 mm     | 77.0 mm x 84.0 mm                  | 77.0 mm x 84.0 mm                  | 77.0 mm x 84.0 mm                  | 77.0 mm x 84.0 mm                  | 77.0 mm x 84.0 mm                  | 77.0 mm x 84.0 mm                  | 79.0 mm x 84.0 mm         | 77.0 mm x 84.0 mm                  | 77.0 mm x 84.0 mm                  | 79.0 mm x 84.0 mm                  | 79.0 mm x 84.0 mm                  |           |           |           |
| Cilindrada                     | 1470 cm³              | 1565 cm³                           | 1565 cm³                           | 1565 cm³                           | 1565 cm³                           | 1565 cm³                           | 1565 cm³                           | 1647 cm³                  | 1565 cm³                           | 1565 cm³                           | 1647 cm³                           | 1647 cm³                           |           |           |           |
| Relación de compresión         | 8.6: 1                | 8.6: 1                             | 8.6: 1                             | 8.6: 1                             | 8.6: 1                             | 8.6: 1                             | 8.6: 1                             | 8.6: 1                    | 8.6: 1                             | 8.6: 1                             | 9.25: 1                            | 9.3: 1                             |           |           |           |
| Potencia máxima: CV (kW) @ rpm | 55 CV (41 kW) @ 5000  | 67 CV (50 kW) @ 5000               | 65 CV (48 kW) @ 5000               | 55 CV (41 kW) @ 5000               | 67 CV (50 kW) @ 5000               | 65 CV (48 kW) @ 5000               | 55 CV (41 kW) @ 5000               | 66 CV (49 kW) @ 5000      | 67 CV (50 kW) @ 5000               | 85 CV (63 kW) @ 5750               | 93 CV (69 kW) @ 6000               | 90 CV (67 kW) @ 6000               |           |           |           |
| Par máximo: Nm @ rpm           | 104 Nm @ 2800         | 113 Nm @ 3000                      | 114 Nm @ 3000                      | 107 Nm @ 2500                      | 113 Nm @ 5000                      | 114 Nm @ 300                       | 107 Nm @ 2500                      | 111 Nm @ 3000             | 113 Nm @ 3000                      | 118 Nm @ 3000                      | 129 Nm @ 4000                      | 131 Nm @ 3500                      |           |           |           |
| Tracción                       | Delantera             | Delantera                          | Delantera                          | Delantera                          | Delantera                          | Delantera                          | Delantera                          | Delantera                 | Delantera                          | Delantera                          | Delantera                          | Delantera                          | Delantera | Delantera | Delantera |
| Transmisión                    | Manual, 4 velocidades | Manual, 4 velocidades              | Manual, 4 velocidades              | Manual, 4 velocidades              | Manual, 4 velocidades              | Manual, 4 velocidades              | Manual, 4 velocidades              | Automática, 3 velocidades | Automática, 3 velocidades          | Manual, 4 velocidades              | Manual, 5 velocidades              | Automática, 3 velocidades          |           |           |           |
| Peso                           | 1010 kg               | 1010 kg                            | 1010 kg                            | 1010 kg                            | 1010 kg                            | 1010 kg                            | 1010 kg                            | 1045 kg                   | 1040 kg                            | 1030 kg                            | 1065 kg                            | 1090 kg                            |           |           |           |
| Velocidad máxima               | 142 km/h              | 150 Km/h                           | 150 Km/h                           | 140 Km/h                           | 150 Km/h                           | 150 Km/h                           | 140 Km/h                           | 145 km/h                  | 145 km/h                           | 165 km/h                           | 170 km/h                           | 165 km/h                           |           |           |           |
| Consumo combinado (L/100 km/h) | 8.3                   | 7.5                                | 7.5                                | 7.5                                | 7.5                                | 7.5                                | 7.5                                | 8.7                       | 8.7                                | 9                                  | 7.7                                | 7.9                                |           |           |           |

## Producción
Durante quince años, Renault produjo casi dos millones de unidades en las plantas de Flins y Sandouville (Francia), Melbourne (Australia) y, a partir de 1974, Novo Mesto (Yugoslavia). Se comercializó en ocho versiones distintas entre las producidas antes y después del reestyling de 1975.

## En competición
La versión deportiva del R-16 participó entre 1968 y 1974 en diversas competiciones de Rally. Cabe mencionar los siguientes trofeos:
- Rally de Etiopía (1968)
- Rally Trípoli-Tobruk-Trípoli (1968)
- Rally de Costa de Marfil (1970 y 1971)
- Rally de Líbano (1970 y 1974)

## Premios
Fue elegido Coche del Año en Europa en 1966, siendo el primer modelo de Renault y producido en Francia en obtener dicho galardón.

## Galería

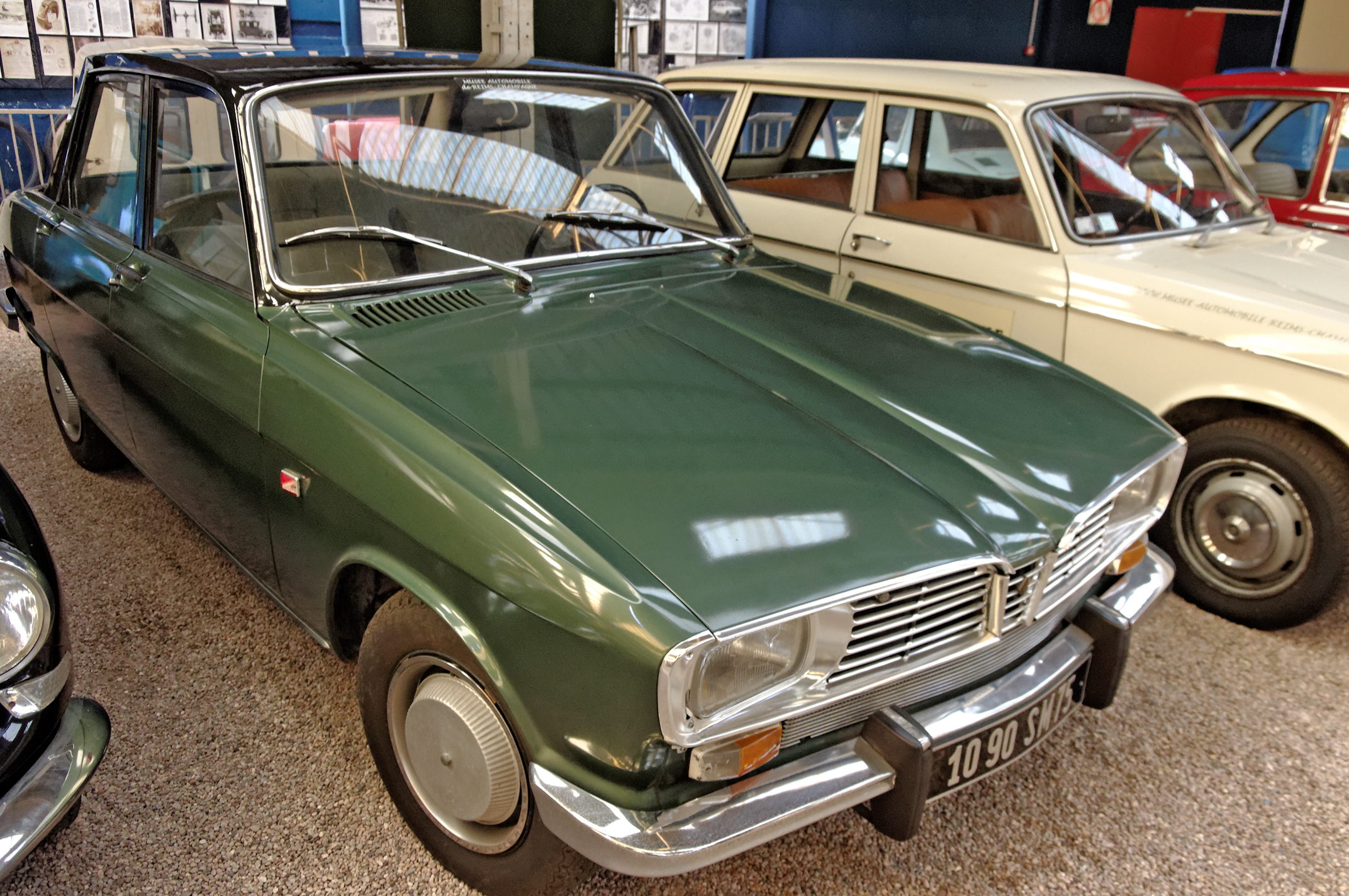
Prototipo
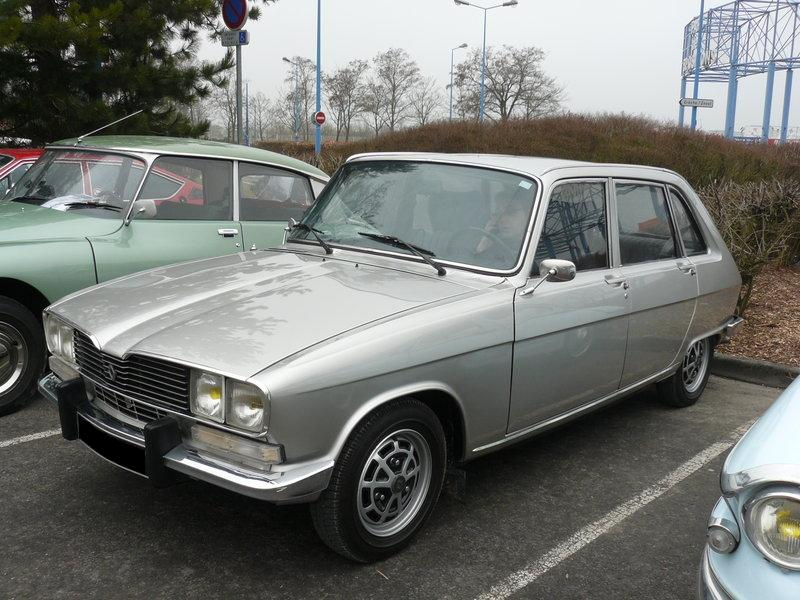
Renault 16 TX
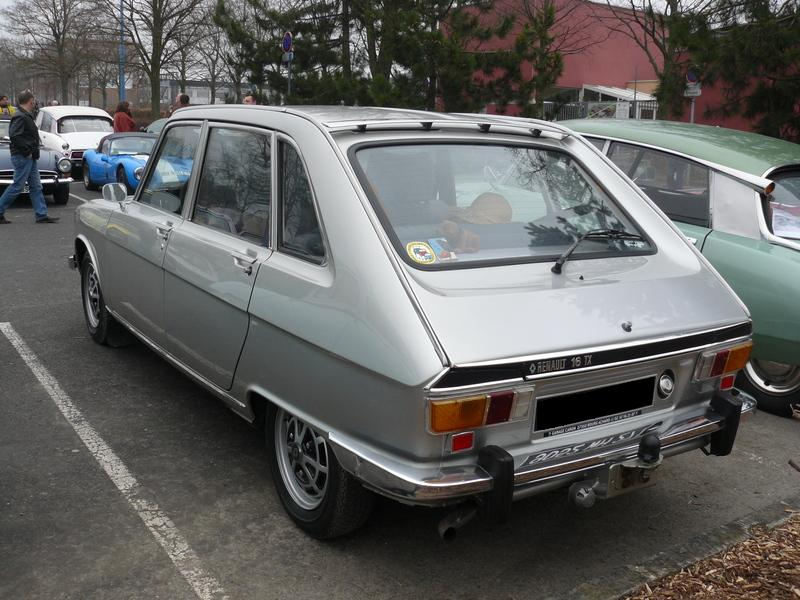
Renault 16 TX
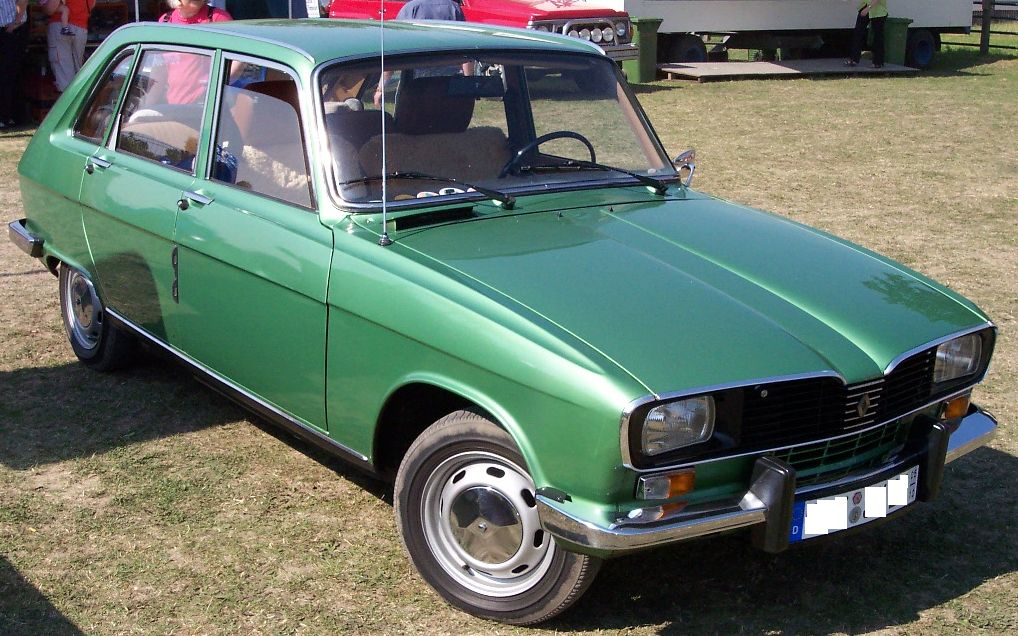
Renault 16 TL